# اموپامیل
اموپامیل (به انگلیسی: Emopamil) با فرمول شیمیایی C۲۳H۳۰N۲ یک داروی بلوک‌کننده کانال کلسیم با شناسه پاب‌کم ۷۱۲۲۵ است. که جرم مولی آن ۳۳۴٫۵۰ g/mol می‌باشد. 